# إن إيه-17 (هريبور)
إم إيه-17 هي دائرة انتخابية للمجلس الوطني في باكستان. وهي تقع في مقاطعة هريبور. كانت تعرف سابقا باسم إم إيه-19 (هريبور) من 1977 إلى 2018. وفي عام 2002 تم تغيير اسمها إلى إم إيه-17 بعد ترسيم الحدود في عام 2018.

## وصلات خارجية
- نتيجة الانتخابات الموقع الرسمي